# イ・ヨンシン
イ・ヨンシン（ハングル：이용신、漢字：李鎔臣、Lee Yong-shin、1979年2月27日 - ）は大韓民国の女性声優。

## 概要
2003年、オンメディア5期で採用され入社。現在はオンメディア声優劇会に所属し、フリーランスとして活躍している。
声優としてデビューする前は、CMソング歌手として活動していた。1998〜1999年に放送されたチョコパイのCMソングが代表的である。
韓国声優では初めて、コンサートを開催するなど、多様な分野で幅広く発動している。
YouTubeチャンネルでも活動しており、過去に歌ったアニメソングのカバーなどを主なコンテンツとしている。

## 出演作品

### アニメ
※主役・ヒロインは太字。
- 魔法少女リリカルなのは（高町なのは）
- クレヨンしんちゃん（吉永みどり、酢乙女あい、鳩ヶ谷ミッチー、風間みね子、松坂松）
- 満月をさがして（神山満月）
- しゅごキャラ!（日奈森亜夢）
- ローゼンメイデン（雛苺）
- CLANNAD（古河渚）
- 灼眼のシャナ（平井ゆかり）
- ツバサ-RESERVoir CHRoNiCLE-（サクラ）
- ヒカルの碁（藤崎あかり)
- けものフレンズ（トキ）
- ライオン・ガード（カイオン）
- びっくりスケアリー (スケアリー)
- ケロロ軍曹 (アンゴル＝モア)